# Kalkmörtel
Kalkmörtel ist als Baustoff eine Mischung aus gelöschtem Kalk und Sand und wird je nach Zusammensetzung in verschiedene Mörtelgruppen (MG) eingeteilt. 
Dieser Artikel beschäftigt sich vornehmlich mit Luftkalkmörtel (kurz Luftkalk), bei dem die Erhärtung des Kalkes durch Bildung von kohlensaurem Kalk durch Aufnahme von Kohlendioxid aus der Luft erfolgt. Zu den Luftkalkmörteln gehören auch der Weiß- und der Dolomitkalk. Weißkalk (CL, calcium lime, früher auch Speck- oder Fettkalk genannt) entsteht durch Brennen von möglichst reinem Kalkstein und besitzt meist eine Calciumoxidgehalt von etwa 94 %. Dolomitkalk (DL, dolomitic lime, auch wegen seiner grauen Farbe auch Graukalk genannt) entsteht durch Brennen von Dolomit. Er hat einen Magnesiumoxidgehalt von ≥ 10 % und ist schwach hydraulisch. Kalkmörtel mit hydraulischen Anteilen wie Puzzolanen werden auch als Wasserkalkmörtel bezeichnet.

## Geschichte
Die Herstellung von Luftkalkmörtel ist schon seit frühester Zeit bekannt. 
In Rüdersdorf bei Berlin (Landkreis Märkisch-Oderland) wird seit mehr als 200 Jahren Kalkmörtel in Handarbeit hergestellt. 
Im Jahr 2016 wurde die traditionelle Herstellung von Kalkmörtel von der deutschen UNESCO-Kommission in das bundesweite Verzeichnis immateriellen Kulturerbes aufgenommen.

## Zusammensetzung
Verarbeitungsfähiger Luftkalkmörtel (MG 1) enthält gelöschten Kalk Ca(OH)2, Calciumhydroxid; im Handel auch als Weißkalkhydrat), der beim Abbinden in Calciumcarbonat (CaCO3, Kalkstein) umgesetzt wird.
Wird der Begriff Kalkmörtel nicht weiter spezifiziert, ist meist ein Putz- oder Mauermörtel der Mörtelgruppe MG 2a „Kalkmörtel / hydraulischer Mörtel“ (Druckfestigkeit 2,5 MN/m²) nach DIN 1053 (Mauerwerks-DIN) mit hydraulischen Bestandteilen und Kunstharz-Zusätzen gemeint.
Schon die Zugabe einer geringen Menge des hydraulisch abbindenden Zementes erhöht die Festigkeit von Kalkmörtel und verringert seine Elastizität.
Bei Zugabe von einem Raumteil Zement zu zwei Raumteilen Kalk erhält man „Kalkzementmörtel“ (Gruppe MG 2b, bis 5 MN/m²).
Gips wird in beliebigen Mengenverhältnissen mit Kalkputz vermischt, um zwischen den Eigenschaften beider Bindemittel zu vermitteln. Gips härtet deutlich schneller ab, so dass eine Oberflächenbearbeitung oft unmittelbar nach dem Auftragen möglich ist. Gips vergrößert beim Abbinden sein Volumen und kann so das Schwinden des Kalks beim Abbinden ausgleichen. Gips ist jedoch feuchteempfindlich und darf nicht in Bereichen mit aufsteigender oder kondensierender Feuchte eingesetzt werden (Keller, Sockel) oder im Außenbereich häufig von Schlagregen betroffen sein. 
Mörtel-Fertigmischungen enthalten heute meist Anteile von Kunstharz-Bindemitteln, seltener auch Mauerbinder.
Insbesondere in der Denkmalpflege wird heute auch noch Heißkalkmörtel mit Branntkalk verwendet, der erst beim Anmischen des Mörtels ablöscht.
Um eine rissfreie Oberfläche bei ungleichmäßigem oder problematischem Untergrund zu erreichen, wurde früher Haarkalk verwendet, dem Tierhaare zugesetzt waren. Haarkalk wurde auch über an die Unterseite von Holzbalkendecken genagelte Trapezleisten gestrichen. Die dabei durch die Abstände zwischen den Leisten gedrückten Haare dienten als Putzträger für den anschließend an der Deckenunterseite aufgetragenen Putz.
Mauermörtel wird typischerweise aus einem Raumteil (RT) Baukalk und drei Raumteilen Sand hergestellt. Um Risse auszuschließen, werden Putzmörteln bis zu vier RT Sand beigemischt. In Sonderfällen, wie etwa bei sehr feinem Sand zur Herstellung von dünnschichtigem Schlämm-, Schweiß- oder Spachtelputz, können 2 Teile Sand ausreichen. Bei Verwendung von grobem Sand, etwa zur Herstellung von haufwerksporigem Mörtel, können demgegenüber auch bis zu fünf Teile Sand eingesetzt werden.
Durch eine Erhöhung des Wasseranteils erhöht sich der Porenanteil des Putzes. Dies kann unter Umständen erwünscht sein. Es erhöht sich dadurch aber auch die Gefahr von Trocknungsrissen. Alternativ kann zur Erhöhung der Porosität Aluminiumpulver beigemischt werden, das zur Bildung von Wasserstoff führt.
Essigsaure Tonerde kann beigemischt werden, um die Haftung von neuem Kalkmörtel auf alten Kalkputzuntergründen mit Sinterhaut
oder mit Salzbelastung zu verbessern. Verwendet wird typischerweise eine 1-prozentige Lösung, deren pH-Wert etwa 4 beträgt.
Pigmente können bis zu einem Anteil von 5 % zugesetzt werden. Eine größere Pigmentierung erfordert zusätzliches Bindemittel wie Kalkkasein. Nicht kalkechte Pigmente verblassen durch die alkalische Wirkung des Calciumhydroxids.

## Abbindevorgang
Nach Auftragen des breiigen, mit Wasser versetzten Mörtels bindet er allmählich ab. Die erste Verfestigung und Versteifung des Mörtels erfolgt relativ schnell, da der Untergrund (wie Steine) einen Teil des im Mörtel enthaltenen Wassers aufnehmen. Beim folgenden chemischen Erhärtungsprozess geht das Calciumhydroxid Ca(OH)2 mit Kohlenstoffdioxid CO2 der Luft, welches mit Wasser zu Kohlensäure reagiert, zu Kalk CaCO3 über:
{\displaystyle {\ce {CO2 + H2O -> H2CO3}}}
{\displaystyle {\ce {H2CO3 + Ca(OH)2 -> CaCO3 + 2 H2O}}}
(Teilreaktion des technischen Kalkkreislaufs)
Diesen für alle Luftkalke charakteristischen Erhärtungsvorgang bezeichnet man als Carbonatisierung. Luftkalkmörtel ohne hydraulische Bestandteile bindet also nur bei Zutritt des in der Luft enthaltenen Kohlendioxids ab. Solange frischer Kalkmörtel von einer Schicht Wasser bedeckt ist, kann er über längere Zeit gelagert werden, ohne auszuhärten.
Zur Carbonatisierung ist andererseits auch die Anwesenheit von Wasser erforderlich, da es sich chemisch um eine Neutralisation handelt. Trocknet der Mörtel aus, verlangsamt sich der Prozess des Abbindens, kommt jedoch nicht vollständig zum Erliegen, da in der Regel die Hygroskopie des Mörtels und die Luftfeuchtigkeit ein Fortschreiten der Reaktion erlaubt.
Der vollständige Abschluss des Prozesses kann wegen des geringen Kohlendioxidgehalts der Luft viele Jahre dauern. Unter Umständen (zum Beispiel in tiefen Mauerfugen) benötigt die Carbonatisierung einige Jahre bis Jahrzehnte und verläuft auch dann nicht vollständig. Der Prozess kann durch wiederholtes Anfeuchten des Mörtels sowie die Erhöhung der Kohlendioxidkonzentration in der Umgebungsluft beschleunigt werden. Früher war es üblich, nach dem Aufbringen von Kalkmörtel Holz-, Gas- oder Kohlefeuer im Gebäude zu entzünden. In einigen besonders dicken Mauern alter Burgen ist der Mörtel teilweise heute noch nicht abgebunden. Das Abbinden verzögert sich insbesondere auch dadurch, dass sich auf der Oberfläche eine transparente Sinterschicht von einigen Mikrometern Dicke bildet, die aus hochkristallinem, reinem Calcit besteht, und die Diffusion von CO2 in das Innere, und daher das Auskarbonatisieren, behindert.
Kalkmörtel sollte nicht bei Temperaturen von unter 5 °C verarbeitet werden.
Die sich bildenden feinen, nadelartigen Kalkkristalle verzahnen sich mit dem zugemischten Sand. Gesteinskörnungen aus Kalkstein oder Dolomit gehen mit den Calcit-Kristallen des Mörtels auch eine chemische Bindung ein.
Wenn der Mörtel zu schnell abtrocknet, spricht man vom Aufbrennen. Der Mörtel härtet dann nicht ausreichend oder zu langsam aus. Meist zieht ein allzu saugfähiger Untergrund die Feuchtigkeit an sich. Um dies zu verhindern, sollte ein stark saugfähiger Untergrund ausreichend vorgenässt oder vorbehandelt werden (z. B. mit Tiefgrund). Alternativ kann der bereits aufgetragene Putz durch mehrfaches Besprühen mit Wasser feucht gehalten werden. Auch feuchtigkeitsbindende Zusatzstoffe wie Zellulose verlangsamen den Wasserentzug und die Abtrocknung und verlängern die Zeit, in der die Mörtelöberfläche noch bearbeitet werden kann.
Die aufgetragene Schichtdicke sollte in der Regel 2,5 cm nicht übersteigen und darf nicht größer als der drei- bis vierfache Durchmesser des Größtkorns sein, um ein Reißen zu vermeiden.

## Eigenschaften und Verwendung
Luftkalkmörtel ist weniger druckfest als hydraulisch abbindender Mörtel. Er eignet sich als Mauermörtel, wenn keine allzu hohe Druckfestigkeit benötigt wird. Allerdings ist zu beachten, dass die vollständige Karbonisierung in diesem Anwendungsfall viele Jahre dauern kann. Kalkmörtel (ohne Zementzusatz) wirken feuchtigkeitsregulierend und werden seit Jahrhunderten als Innenputz eingesetzt.
Je nach Ausgangsmaterial erreichen Kalkputze einen höheren Weißgrad als andere Wandputze. Ein Beispiel ist der Weißstuckputz, der aus einem Weißkalkmörtel durch Zugabe von geeignetem Stuckgips und Marmormehl hergestellt wird. Die Oberflächenstruktur hängt weniger von der Putzart, sondern von der Menge und Korngröße bzw. -form der Zuschläge und zugesetzten Pigmente, sowie von der Art des Auftragens und der Bearbeitung ab. Geglätteter Kalkputz hat oft eine schimmernde, samtige Oberfläche.
Neben den raumklimatischen Vorteilen haben Kalkputze und -mörtel gegenüber Zementputzen auch noch ökologische Vorteile. Das bei der Herstellung von Branntkalk aus Kalkstein ausgetriebene CO2 wird beim Abbindeprozess wieder aufgenommen. Bei Zementmörteln, die ebenfalls überwiegend aus Kalkstein hergestellt werden, findet keine CO2-Aufnahme statt. Bedeutende CO2-Emissionen entstehen meist auch bei der Erzeugung der Prozesswärme zum Brennen des Kalksteins.

## Normen und Standards
- DIN 1053 – Mauerwerk
- DIN 18550 – Putz und Putzsysteme